# سمر بارتولوميو
سمر بارتولوميو (بالإنجليزية: Summer Bartholomew)‏ هي عارضة وممثلة أمريكية، ولدت في 20 نوفمبر 1951 في ميرسيد في الولايات المتحدة.

## وصلات خارجية
- سمر بارتولوميو على موقع IMDb (الإنجليزية)
- سمر بارتولوميو على موقع أول موفي (الإنجليزية)
- سمر بارتولوميو على موقع قاعدة بيانات الفيلم (الإنجليزية)